# Паучницы
Паучницы (лат. Nycteribiidae) — семейство двукрылых насекомых.

## Описание
Бескрылые мухи длиной тела от 1,5 до 5 мм желтоватого или коричневого цвета. У различных видов глаза утрачены или же редуцированы до нескольких фасеток. Специализированные кровососущие паразиты, преимущественно летучих мышей. Яйца и личинки развиваются в теле самок, которые рождают уже личинок последней стадии развития. После рождения личинка сразу окукливается.

## Классификация
В состав семейства включают около 270 видов в 11 родах.
- Подсемейство Archinycteribiinae Maa, 1975
  - Archinycteribia Speiser, 1901
- Подсемейство Cyclopodiinae Maa, 1965
  - Cyclopodia Kolenati, 1863
  - Dipseliopoda Theodor, 1955
  - Eucampsipoda Kolenati, 1857
  - Leptocyclopodia Theodor, 1959
- Подсемейство Nycteribiinae Westwood, 1835
  - Basilia Miranda Ribeiro, 1903
  - Hershkovitzia Guimarães et d'Andretta, 1956
  - Nycteribia Latreille, 1796
  - Penicillidia Kolenati, 1863
  - Phthiridium Hermann, 1804
  - Stereomyia Theodor, 1967